# Samsung Galaxy C7
El Samsung Galaxy C7 es un teléfono inteligente Android desarrollado por Samsung Electronics. Fue anunciado en mayo de 2016 y fue lanzado en junio del mismo año. El teléfono tiene 32 GB (ampliable hasta 128 GB) de almacenamiento interno, 4 GB de RAM y una CPU Cortex-A53 de Octa-core 2.0 GHz.

## Especificaciones

### Software
A partir de septiembre de 2015, los teléfonos que tienen Verizon Wireless incluyen Android 5.1.1 Lollipop. Mientras que los teléfonos que tenían una versión anterior, como Android 4.4.4 KitKat (que solía venir) tendrían una actualización para Lollipop.

### Hardware
El Samsung Galaxy C7 tiene 32 GB (ampliable hasta 128 GB) de almacenamiento interno y 4 GB de RAM. Se puede insertar una tarjeta microSD para hasta 256 GB adicionales de almacenamiento. La cámara trasera tiene una resolución de 16 MP, mientras que la cámara frontal es de 8 MP. El teléfono tiene una CPU Cortex-A53 de Octa-core 2.0 GHz y una GPU Adreno 506. El teléfono también está equipado con un escáner de huellas digitales.

## Historia
El Samsung Galaxy fue anunciado en mayo de 2016 y fue lanzado un mes después en junio.